# Friedensdeklaration von Stockholm
Bündnisverträge

Preobraschenskoje (1699) • Dresden (1699) • Narva (1704) • Dresden (1709) • Thorn (1709) • Kopenhagen (1709) • Hannover (1710) • Lutsk (1711) • Adrianopel (1713) • Schwedt (1713) • Stettin (1715) • Berlin (1715) • Greifswald (1715)
Friedensverträge

Traventhal (1700) • Warschau (1705) • Altranstädt (1706) • Pruth (1711) • Frederiksborg (1720) • Stockholm (1719) • Stockholm (1720) • Nystad (1721)  • Stockholm (1729)
Kapitulationen

Estland und Livland (1710)
Die Friedensdeklaration von Stockholm vom 28. April 1729 bezeichnet den Vertrag des schwedischen Königs Friedrich mit dem polnischen König August II., der formal den Kriegszustand zwischen Schweden und Sachsen-Polen, der seit dem Großen Nordischen Krieg bestanden hatte, aufhob. Die Deklaration hatte damit quasi die Bedeutung eines Friedensvertrags.

## Vorgeschichte
Im Großen Nordischen Krieg von 1700 bis 1721 führte Schweden zunächst von 1700 bis 1706 und von 1709 bis 1719 einen Krieg gegen Sachsen-Polen. Bei Altranstädt in Kursachsen musste der sächsische Kurfürst und polnische König August II. am 24. September 1706 einen Friedensvertrag unterzeichnen, der ihn zum Verzicht auf die polnische Krone zwang. Nach einer erneuten Allianz mit Russland im Vertrag von Thorn erhielt August nach einem erneuten Waffengang an der Seite Russlands gegen Schweden 1710 die polnische Krone zurück. Am 15. August 1710 räumte Schweden die besetzten polnischen Gebiete um Posen und Großpolen. Zu einem förmlichen Friedensschluss kam es jedoch nicht. Polen war außenpolitisch so tief gesunken, dass es an den formellen Friedensabschlüssen nicht beteiligt wurde. Es gab lediglich das einseitige Waffenstillstandsangebot von Stockholm, das aber nicht von polnisch-sächsischer Seite unterzeichnet wurde. Der faktische Frieden mit Schweden wurde 1729 mit einer Deklaration bekräftigt.
Die Ratifikation Augusts erfolgte am 20. Juli 1729.

## Inhalt
Das fünfseitige Vertragswerk enthält Erklärungen über gute Beziehungen beider Staaten. Missstimmigkeiten sollen aufgehoben, vergeben und vergessen sein. Daneben werden Bestimmungen über den künftigen Frieden getroffen und der Status der Deklaration als förmliches Friedensinstrument festgelegt.

## Weblink
- Abbildung des Vertragswerks